# Sellersburg
Sellersburg és una població dels Estats Units a l'estat d'Indiana. Segons el cens del 2000 tenia 6.071 habitants.

## Demografia
Segons el cens del 2000, Sellersburg tenia 6.072 habitants, 2.407 habitatges, i 1.757 famílies. La densitat de població era de 584,5 habitants/km².
Dels 2.407 habitatges en un 33% hi vivien nens de menys de 18 anys, en un 57% hi vivien parelles casades, en un 11,8% dones solteres, i en un 27% no eren unitats familiars. En el 23,3% dels habitatges hi vivien persones soles el 7,2% de les quals corresponia a persones de 65 anys o més que vivien soles. El nombre mitjà de persones vivint en cada habitatge era de 2,5 i el nombre mitjà de persones que vivien en cada família era de 2,92.
Per edats la població es repartia de la següent manera: un 24,5% tenia menys de 18 anys, un 8,4% entre 18 i 24, un 30,8% entre 25 i 44, un 23,4% de 45 a 60 i un 12,8% 65 anys o més.
L'edat mediana era de 37 anys. Per cada 100 dones de 18 o més anys hi havia 89,3 homes.
La renda mediana per habitatge era de 39.832 $ i la renda mediana per família de 46.512 $. Els homes tenien una renda mediana de 30.977 $ mentre que les dones 21.974 $. La renda per capita de la població era de 18.648 $. Entorn del 4,1% de les famílies i el 5,3% de la població estaven per davall del llindar de pobresa.

## Poblacions més properes
El següent diagrama mostra les poblacions més properes.